# Kenya az 1992. évi nyári olimpiai játékokon
Kenya a spanyolországi Barcelonában megrendezett 1992. évi nyári olimpiai játékok egyik részt vevő nemzete volt. Az országot az olimpián 5 sportágban 49 sportoló képviselte, akik összesen 8 érmet szereztek.

## Érmesek
| Érem  | Versenyző       | Sportág  | Versenyszám          |
| ----- | --------------- | -------- | -------------------- |
| Arany | William Tanui   | Atlétika | Férfi 800 m          |
| Arany | Matthew Birir   | Atlétika | Férfi 3000 m akadály |
| Ezüst | Nixon Kiprotich | Atlétika | Férfi 800 m          |
| Ezüst | Paul Bitok      | Atlétika | Férfi 5000 m         |
| Ezüst | Richard Chelimo | Atlétika | Férfi 10 000 m       |
| Ezüst | Patrick Sang    | Atlétika | Férfi 3000 m akadály |
| Bronz | Samson Kitur    | Atlétika | Férfi 400 m          |
| Bronz | William Mutwol  | Atlétika | Férfi 3000 m akadály |

## Atlétika
Férfi
| Versenyző                                                              | Versenyszám     | Előfutam | Előfutam | Előfutam | Negyeddöntő | Negyeddöntő | Negyeddöntő | Elődöntő | Elődöntő | Elődöntő | Döntő         | Döntő         |
| Versenyző                                                              | Versenyszám     | Idő      | Hely.    | Össz.    | Idő         | Hely.       | Össz.       | Idő      | Hely.    | Össz.    | Idő           | Helyezés      |
| ---------------------------------------------------------------------- | --------------- | -------- | -------- | -------- | ----------- | ----------- | ----------- | -------- | -------- | -------- | ------------- | ------------- |
| Kennedy Ondiek                                                         | 100 m           | 10,60    | 4.       | 28.*     | kiesett     | kiesett     | kiesett     | kiesett  | kiesett  | kiesett  | kiesett       | kiesett       |
| Kennedy Ondiek                                                         | 200 m           | 21,04    | 3.       | 22.      | 20,86       | 4.          | 24.         | kiesett  | kiesett  | kiesett  | kiesett       | kiesett       |
| Simeon Kipkemboi                                                       | 200 m           | 21,57    | 5.       | 45.      | kiesett     | kiesett     | kiesett     | kiesett  | kiesett  | kiesett  | kiesett       | kiesett       |
| Simon Kemboi                                                           | 400 m           | 45,84    | 1.       | 14.      | 45,40       | 4.          | 14.         | 45,93    | 7.       | 14.      | kiesett       | kiesett       |
| David Kitur                                                            | 400 m           | 46,22    | 3.       | 27.      | 46,15       | 5.          | 23.         | kiesett  | kiesett  | kiesett  | kiesett       | kiesett       |
| Samson Kitur                                                           | 400 m           | 45,41    | 1.       | 7.       | 44,66       | 1.          | 2.          | 44,18    | 2.       | 2.       | 44,24         |               |
| Paul Ereng                                                             | 800 m           | 1:46,65  | 4.       | 7.       |             |             |             | 1:49,90  | 8.       | 21.      | kiesett       | kiesett       |
| Nixon Kiprotich                                                        | 800 m           | 1:47,45  | 1.       | 16.      |             |             |             | 1:46,02  | 3.       | 5.       | 1:43,70       |               |
| William Tanui                                                          | 800 m           | 1:47,02  | 1.       | 12.      |             |             |             | 1:46,59  | 1.       | 11.      | 1:43,66       |               |
| Jonah Birir                                                            | 1500 m          | 3:38,29  | 5.       | 12.      |             |             |             | 3:35,41  | 3.       | 3.       | 3:41,27       | 5.            |
| Joseph Chesire                                                         | 1500 m          | 3:44,06  | 1.       | 24.      |             |             |             | 3:39,43  | 3.       | 14.      | 3:41,12       | 4.            |
| David Kibet                                                            | 1500 m          | 3:36,32  | 1.       | 1.       |             |             |             | 3:35,82  | 5.       | 5.       | 3:42,62       | 10.           |
| Paul Bitok                                                             | 5000 m          | 13:36,81 | 2.       | 14.      |             |             |             |          |          |          | 13:12,71      |               |
| Dominic Kirui                                                          | 5000 m          | 13:24,21 | 4.       | 4.       |             |             |             |          |          |          | 13:45,16      | 14.           |
| Yobes Ondieki                                                          | 5000 m          | 13:31,88 | 4.       | 9.       |             |             |             |          |          |          | 13:17,50      | 5.            |
| Richard Chelimo                                                        | 10 000 m        | 28:16,39 | 5.       | 5.       |             |             |             |          |          |          | 27:47,72      |               |
| William Koech                                                          | 10 000 m        | 28:06,86 | 1.       | 1.       |             |             |             |          |          |          | 28:25,18      | 7.            |
| Moses Tanui                                                            | 10 000 m        | 28:24,07 | 2.       | 12.      |             |             |             |          |          |          | 28:27,11      | 8.            |
| Erick Keter                                                            | 400 m gát       | 48,28    | 1.       | 1.       |             |             |             | 49,01    | 6.       | 8.       | kiesett       | kiesett       |
| Barnabas Kinyor                                                        | 400 m gát       | 48,90    | 3.       | 7.       |             |             |             | 49,52    | 5.       | 12.      | kiesett       | kiesett       |
| Gideon Yego                                                            | 400 m gát       | 49,23    | 3.       | 15.      |             |             |             | kiesett  | kiesett  | kiesett  | kiesett       | kiesett       |
| Matthew Birir                                                          | 3000 m akadály  | 8:23,22  | 1.       | 1.       |             |             |             | 8:25,55  | 1.       | 5.       | 8:08,84       |               |
| William Mutwol                                                         | 3000 m akadály  | 8:26,23  | 1.       | 2.       |             |             |             | 8:19,83  | 1.       | 1.       | 8:10,74       |               |
| Patrick Sang                                                           | 3000 m akadály  | 8:27,01  | 1.       | 4.       |             |             |             | 8:26,46  | 3.       | 8.       | 8:09,55       |               |
| Ibrahim Hussein                                                        | Maraton         |          |          |          |             |             |             |          |          |          | 2:19:49       | 37.           |
| Boniface Merande                                                       | Maraton         |          |          |          |             |             |             |          |          |          | 2:15:46       | 14.           |
| Douglas Wakiihuri                                                      | Maraton         |          |          |          |             |             |             |          |          |          | 2:19:38       | 36.           |
| Samson Kitur Abednego Matilu Simeon Kipkemboi Simon Kemboi David Kitur | 4 × 400 m váltó | 2:59,63  | 3.       | 3.       |             |             |             |          |          |          | nem ért célba | nem ért célba |

| Versenyző      | Versenyszám | Selejtező | Selejtező | Döntő    | Döntő    |
| Versenyző      | Versenyszám | Eredmény  | Helyezés  | Eredmény | Helyezés |
| -------------- | ----------- | --------- | --------- | -------- | -------- |
| Benjamin Koech | Távolugrás  | 744 cm    | 36.       | kiesett  | kiesett  |
| James Sabulei  | Távolugrás  | 750 cm    | 33.       | kiesett  | kiesett  |

Női
| Versenyző        | Versenyszám | Előfutam | Előfutam | Előfutam | Elődöntő | Elődöntő | Elődöntő | Döntő    | Döntő    |
| Versenyző        | Versenyszám | Idő      | Hely.    | Össz.    | Idő      | Hely.    | Össz.    | Idő      | Helyezés |
| ---------------- | ----------- | -------- | -------- | -------- | -------- | -------- | -------- | -------- | -------- |
| Gladys Wamuyu    | 800 m       | 2:03,01  | 6.       | 26.      | kiesett  | kiesett  | kiesett  | kiesett  | kiesett  |
| Susan Sirma      | 1500 m      | 4:17,73  | 10.      | 27.      | kiesett  | kiesett  | kiesett  | kiesett  | kiesett  |
| Esther Kiplagat  | 3000 m      | 8:44,97  | 7.       | 7.       |          |          |          | kiesett  | kiesett  |
| Pauline Konga    | 3000 m      | 9:02,79  | 8.       | 24.      |          |          |          | kiesett  | kiesett  |
| Jane Ngotho      | 3000 m      | 9:00,96  | 8.       | 23.      |          |          |          | kiesett  | kiesett  |
| Lydia Cheromei   | 10 000 m    | 33:34,05 | 14.      | 30.      |          |          |          | kiesett  | kiesett  |
| Hellen Kimaiyo   | 10 000 m    | 31:58,63 | 1.       | 2.       |          |          |          | 31:38,91 | 9.       |
| Tegla Loroupe    | 10 000 m    | 32:34,07 | 7.       | 17.      |          |          |          | 32:53,09 | 17.      |
| Pascaline Wangui | Maraton     |          |          |          |          |          |          | 2:56:46  | 28.      |

* - egy másik versenyzővel azonos időt ért el

## Cselgáncs
Férfi
| Versenyző      | Versenyszám | Selejtező                    | 32-es főtábla                     | Nyolcaddöntő                  | Negyeddöntő       | Elődöntő          | Vigaszág első kör | Vigaszág nyolcaddöntő            | Vigaszág negyeddöntő                  | Vigaszág elődöntő | Bronz- mérkőzés   | Döntő             | Helyezés |
| Versenyző      | Versenyszám | Ellenfél Eredmény            | Ellenfél Eredmény                 | Ellenfél Eredmény             | Ellenfél Eredmény | Ellenfél Eredmény | Ellenfél Eredmény | Ellenfél Eredmény                | Ellenfél Eredmény                     | Ellenfél Eredmény | Ellenfél Eredmény | Ellenfél Eredmény | Helyezés |
| -------------- | ----------- | ---------------------------- | --------------------------------- | ----------------------------- | ----------------- | ----------------- | ----------------- | -------------------------------- | ------------------------------------- | ----------------- | ----------------- | ----------------- | -------- |
| Joseph Momanyi | Harmatsúly  | Caleb Jean (HAI) · 0000-1000 | kiesett                           | kiesett                       | kiesett           | kiesett           |                   |                                  |                                       |                   |                   |                   | 36.      |
| Michael Oduor  | Középsúly   | erőnyerő                     | Waldemar Legień (POL) · 0000-1000 |                               |                   |                   |                   | Nikola Filipov (BUL) · 0000-1000 | kiesett                               | kiesett           | kiesett           |                   | 13.      |
| Donald Obwoge  | Nehézsúly   |                              | erőnyerő                          | Ogava Naoja (JPN) · 0000-1000 |                   |                   |                   | Atef Hussain (GUM) · 0001-0000   | Harry van Barneveld (BEL) · 0000-1000 | kiesett           | kiesett           |                   | 9.       |

## Ökölvívás
| Versenyző         | Versenyszám     | Selejtező                    | Nyolcaddöntő                  | Negyeddöntő       | Elődöntő          | Döntő             | Helyezés |
| Versenyző         | Versenyszám     | Ellenfél Eredmény            | Ellenfél Eredmény             | Ellenfél Eredmény | Ellenfél Eredmény | Ellenfél Eredmény | Helyezés |
| ----------------- | --------------- | ---------------------------- | ----------------------------- | ----------------- | ----------------- | ----------------- | -------- |
| James Wanene      | Papírsúly       | Roel Velasco (PHI) · 1-16    | kiesett                       | kiesett           | kiesett           | kiesett           | 17.      |
| Benjamin Ngaruiya | Harmatsúly      | Javier Calderón (MEX) · 4-16 | kiesett                       | kiesett           | kiesett           | kiesett           | 17.      |
| Nicodemus Odore   | Váltósúly       | José de la Cruz (VEN) · RSC  | Arkhom Chenglai (THA) · 10-13 | kiesett           | kiesett           | kiesett           | 9.       |
| Joseph Akhasamba  | Nehézsúly       | erőnyerő                     | Kirk Johnson (CAN) · RSC      | kiesett           | kiesett           | kiesett           | 9.       |
| David Anyim       | Szupernehézsúly | erőnyerő                     | Gytis Juškevičius (LTU) · RSC | kiesett           | kiesett           | kiesett           | 9.       |

RSC - a játékvezető megállította a mérkőzést

## Sportlövészet
Férfi
| Versenyző       | Versenyszám       | Selejtező | Selejtező | Döntő   | Döntő    |
| Versenyző       | Versenyszám       | Pont      | Helyezés  | Pont    | Helyezés |
| --------------- | ----------------- | --------- | --------- | ------- | -------- |
| Shuaib Adam     | Légpisztoly       | 531       | 45.       | kiesett | kiesett  |
| Shuaib Adam     | Szabadpisztoly    | 484       | 44.       | kiesett | kiesett  |
| Satiender Sehmi | Sportpuska, fekvő | 579       | 52.       | kiesett | kiesett  |

## Súlyemelés
| Versenyző     | Versenyszám | Szakítás | Szakítás | Lökés    | Lökés    | Összesen | Helyezés |
| Versenyző     | Versenyszám | Eredmény | Helyezés | Eredmény | Helyezés | Összesen | Helyezés |
| ------------- | ----------- | -------- | -------- | -------- | -------- | -------- | -------- |
| Abdallah Juma | 60 kg       | 100,0    | 29.      | 115,0    | 29.      | 215,0    | 28.      |